# Eddie Firmani
Edwin Ronald Firmani dit Eddie Firmani (né le 7 août 1933 au Cap) est un footballeur et entraîneur de football. Bien que né en Afrique du Sud de parents anglais, il représente la sélection italienne (car son grand-père était italien).

## Biographie
Eddie Firmani reçoit 3 sélections en équipe d'Italie. Il inscrit 2 buts en équipe nationale.
Avec l'Inter Milan, il dispute 6 matchs en Coupe des villes de foires, inscrivant 5 buts dans cette compétition.
En championnat d'Italie, il inscrit 23 buts lors de la saison 1957-1958 puis 20 lors de la saison 1958-1959.

## Palmarès
- Finaliste de la Coupe d'Italie en 1959 avec l'Inter Milan